# أرفو أنيميشن
شركة أرفو أنيميشن المحدودة (باليابانية: 株式会社アルボアニメーション، بالروماجي: Kabushiki-gaisha Arubo Animēshon) هو استوديو رسوم متحركة ياباني، تأسس في يوليو عان 2017، ويقع مقره في سوغينامي في طوكيو.

## أعمال الاستوديو

### مسلسلات أنمي تلفزيونية
| العنوان                            | المخرج           | تاريخ بداية العرض | تاريخ نهاية العرض | عدد الحلقات | المراجع     |
| ---------------------------------- | ---------------- | ----------------- | ----------------- | ----------- | ----------- |
| We Never Learn: BOKUBEN            | يوشياكي إيواساكي | 7 أبريل 2019      | 29 ديسمبر 2019    | 26          | [ 2 ] [ 3 ] |
| طبيب الفتاة الوحش                  | يوشياكي إيواساكي | 12 يوليو 2020     | 27 سبتمبر 2020    | 12          | [ 4 ]       |
| القمر ولايكا والأميرة مصاصة الدماء | أكيتوشي يوكوياما | 2021              | TBA               | TBA         | [ 5 ]       |

### أوفا
| العنوان                 | المخرج           | تاريخ بداية العرض | تاريخ نهاية العرض | عدد الحلقات | المراجع     |
| ----------------------- | ---------------- | ----------------- | ----------------- | ----------- | ----------- |
| We Never Learn: BOKUBEN | يوشياكي إيواساكي | 1 نوفمبر 2019     | 3 أبريل 2020      | 2           | [ 6 ] [ 7 ] |

## وصلات خارجية
- الموقع الرسمي باللغة اليابانية
- أرفو أنيميشن على موقع IMDb (الإنجليزية)
- أرفو أنيميشن على موقع ANN company (الإنجليزية)